# Bulujaranlor
Bulujaranlor is een bestuurslaag in het regentschap Probolinggo van de provincie Oost-Java, Indonesië. Bulujaranlor telt 3070 inwoners (volkstelling 2010).